# Wymrażanie frakcyjne
Wymrażanie frakcyjne – jeden z procesów stosowanych w inżynierii procesowej i chemii w celu rozdzielenia dwóch cieczy o różnych temperaturach krzepnięcia. Może być prowadzony przez częściowe topienie fazy stałej lub przez częściową krystalizację fazy ciekłej. Krystalizacji tej można dokonać przez dodanie rozpuszczalnika do mieszaniny i schłodzenie roztworu lub odparowanie rozpuszczalnika.
Wymrażanie frakcyjne ma również zastosowanie przy produkcji napojów alkoholowych w celu oczyszczenia wyrobu i zwiększenia zawartości alkoholu.